# نهر كوميرا

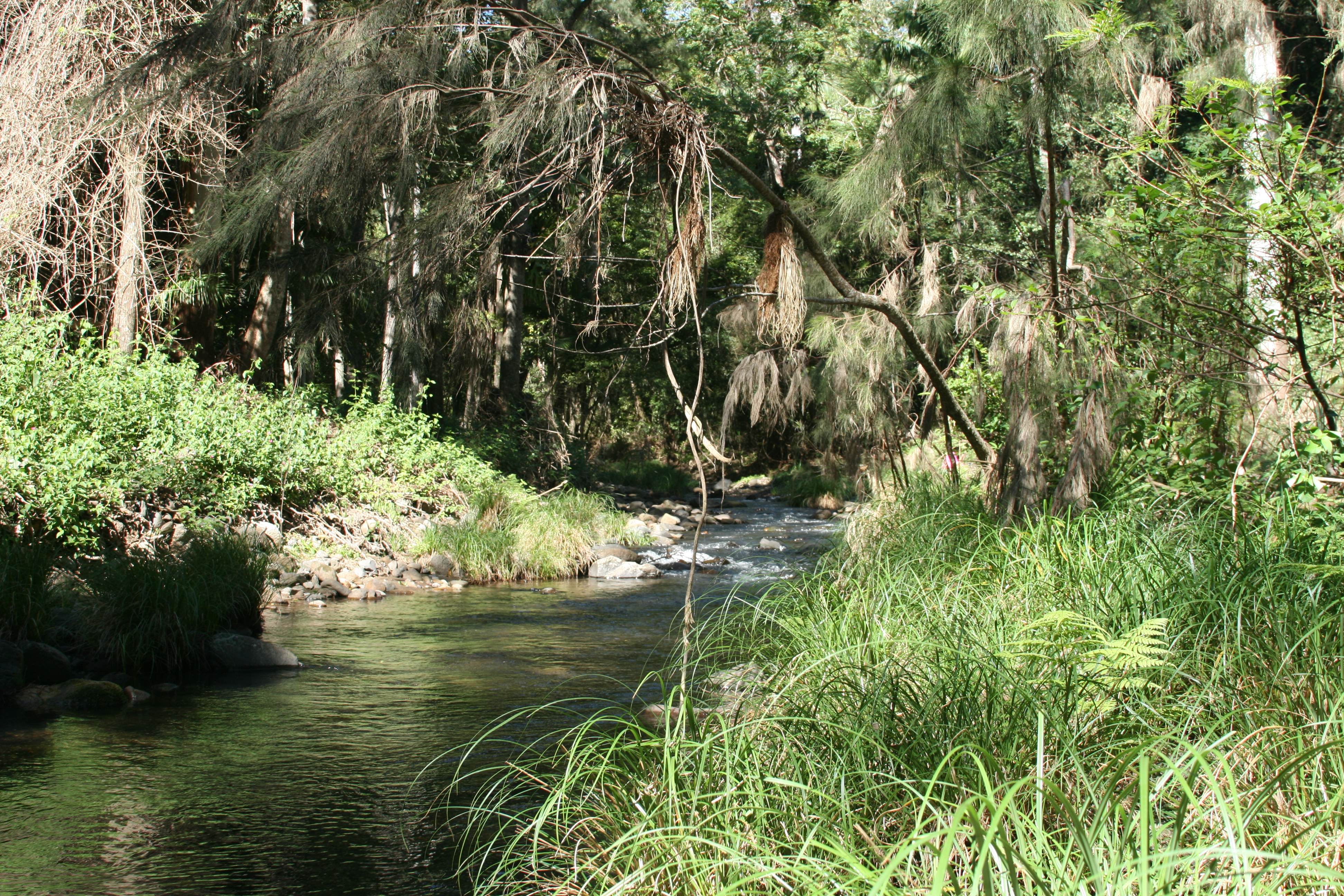
نهر كوميرا

نهر كوميرا (بالإنجليزية: Coomera River)‏ هو نهر دائم يقع في منطقة جنوب شرق ولاية كوينزلاند في أستراليا. وتقع مستجمعات النهر في مناطق الحكم المحلي لمنطقة غولد كواست وسينيك ريم، وتغطي المستجمعات مساحة قدرها 489 كيلومترا مربعا (189 ميلا مربعا).
المصدر: مترجم Coomera River